# Musculus longus capitis

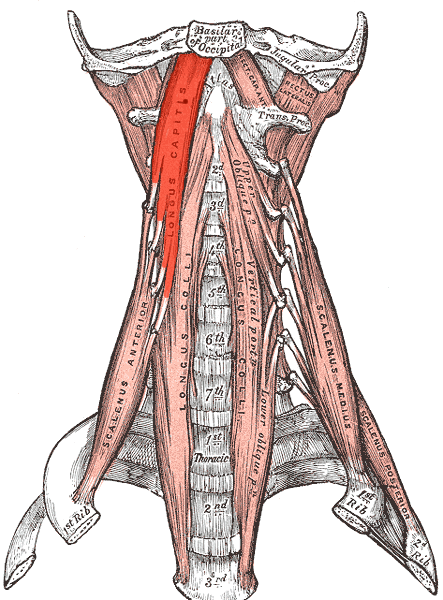

Musculus longus capitis är en muskel har sitt ursprung på tuberculum anterius C3-C5, och fäster på pars basilaris ossis occipitalis. Muskeln utför fram och sidoböjningar av huvud och halsryggraden. Nerven som muskeln innerverar heter plexus cervicalis och löper från C1-C3.